# Great Harwood
Great Harwood – miasto w Anglii, w hrabstwie Lancashire, w dystrykcie Hyndburn. Leży 37 km na północ od miasta Manchester i 296 km na północny zachód od Londynu. Miasto liczy 11 217 mieszkańców.